# Miltochrista gilveola
Miltochrista gilveola är en fjärilsart som beskrevs av Daniel 1952. Miltochrista gilveola ingår i släktet Miltochrista och familjen björnspinnare. Inga underarter finns listade i Catalogue of Life.